# Einar Sundström
Einar Alexander Sundström (Helsinki, 11 settembre 1919 – Helsinki, 13 maggio 2003) è stato un sollevatore finlandese medagliato europeo, che ha gareggiato nelle categorie dei pesi mosca e pesi gallo.

## Carriera
A livello nazionale militò nei club Helsingin Paini-Miehet ed Herakles (del quale fu anche uno dei fondatori) vincendo per cinque volte i campionati finlandesi (1945, 1947-1950) e un campionato nordico nel 1947.
A livello internazionale prese parte ai campionati europei di Helsinki del 1947, giungendo sesto nei pesi piuma, e alle Olimpiadi di Londra del 1948 nella categoria dei pesi gallo, piazzandosi al 14º posto. Nel 1949 prese parte ai campionati mondiali ed europei di Scheveningen, classificandosi rispettivamente al quinto e al terzo posto, conquistando una medaglia di bronzo europea.